# 11 aprilie
ianuarie • februarie • martie  • aprilie  • mai  • iunie  • iulie  • august  • septembrie  • octombrie  • noiembrie  • decembrie
11 aprilie este a 101-a zi a calendarului gregorian și ziua a 102-a în anii bisecți. Mai sunt 264 de zile până la sfârșitul anului.

## Evenimente

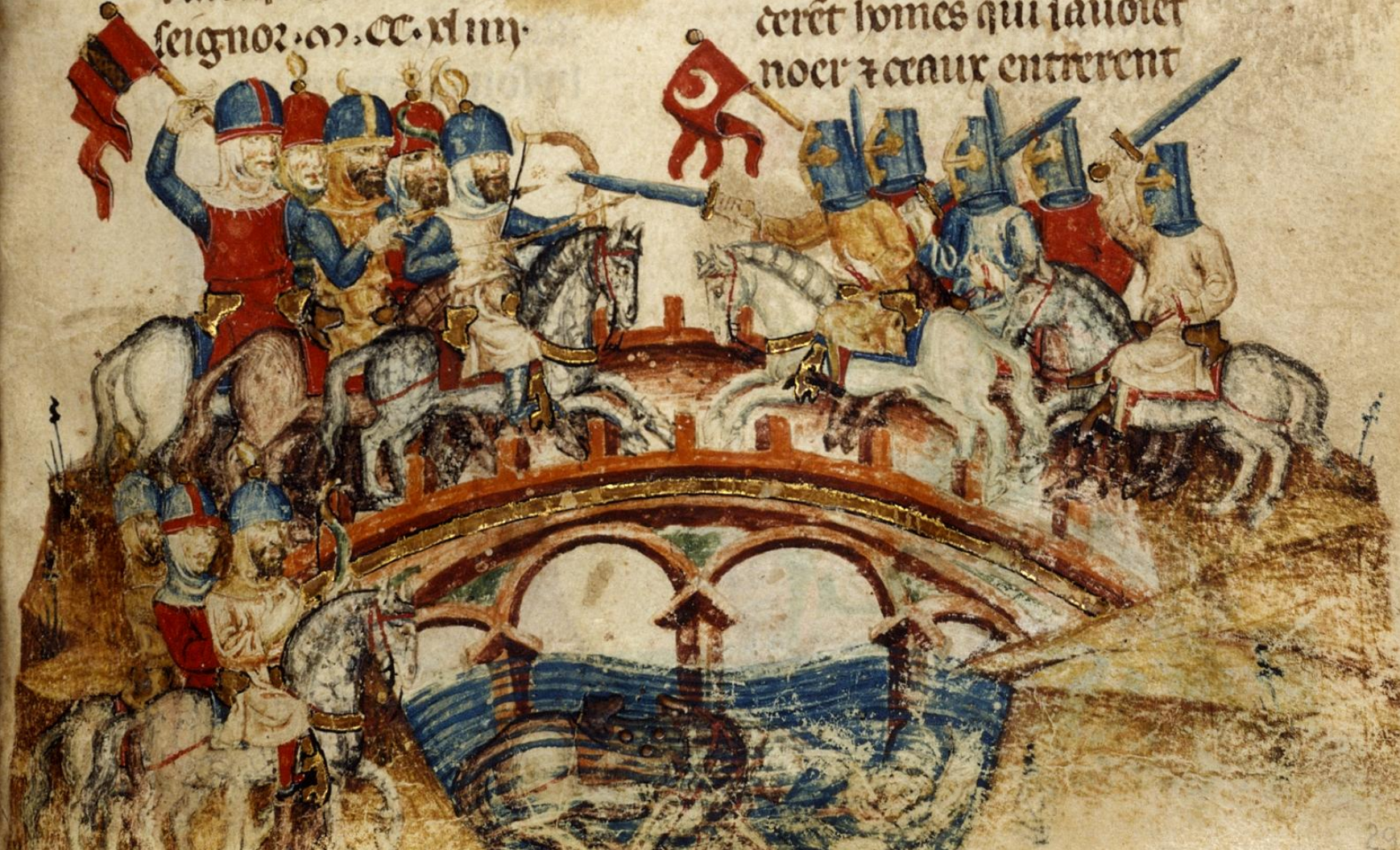
1241: În Bătălia de la Muhi, mongolii sub Batu Han înfrâng armata regelui maghiar Béla al IV-lea în timpul invaziei mongole în Europa. Armata maghiară este aproape complet distrusă, însă Béla a scăpat cu viață.

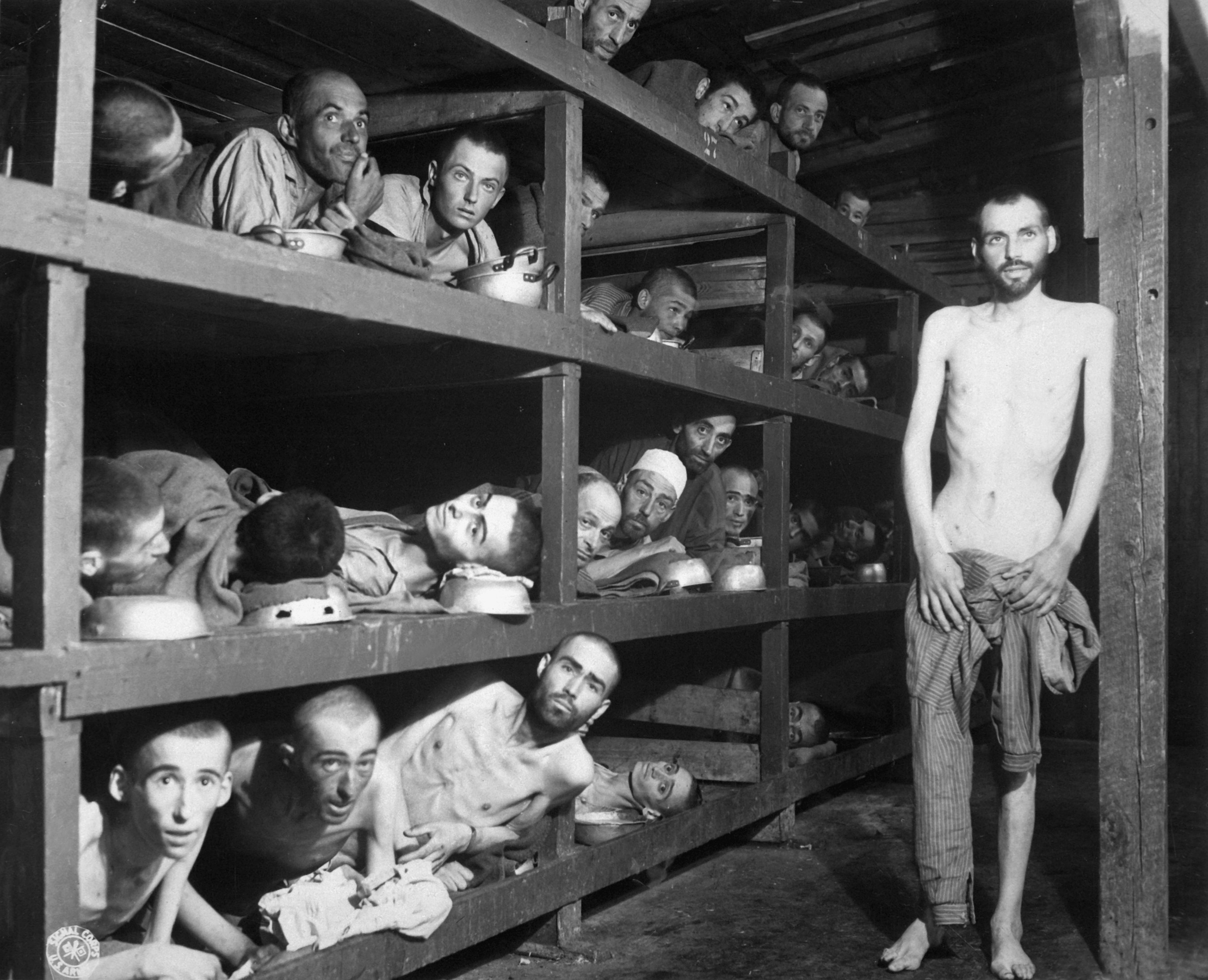
1945: Trupele americane eliberează lagărul de concentrare Buchenwald.

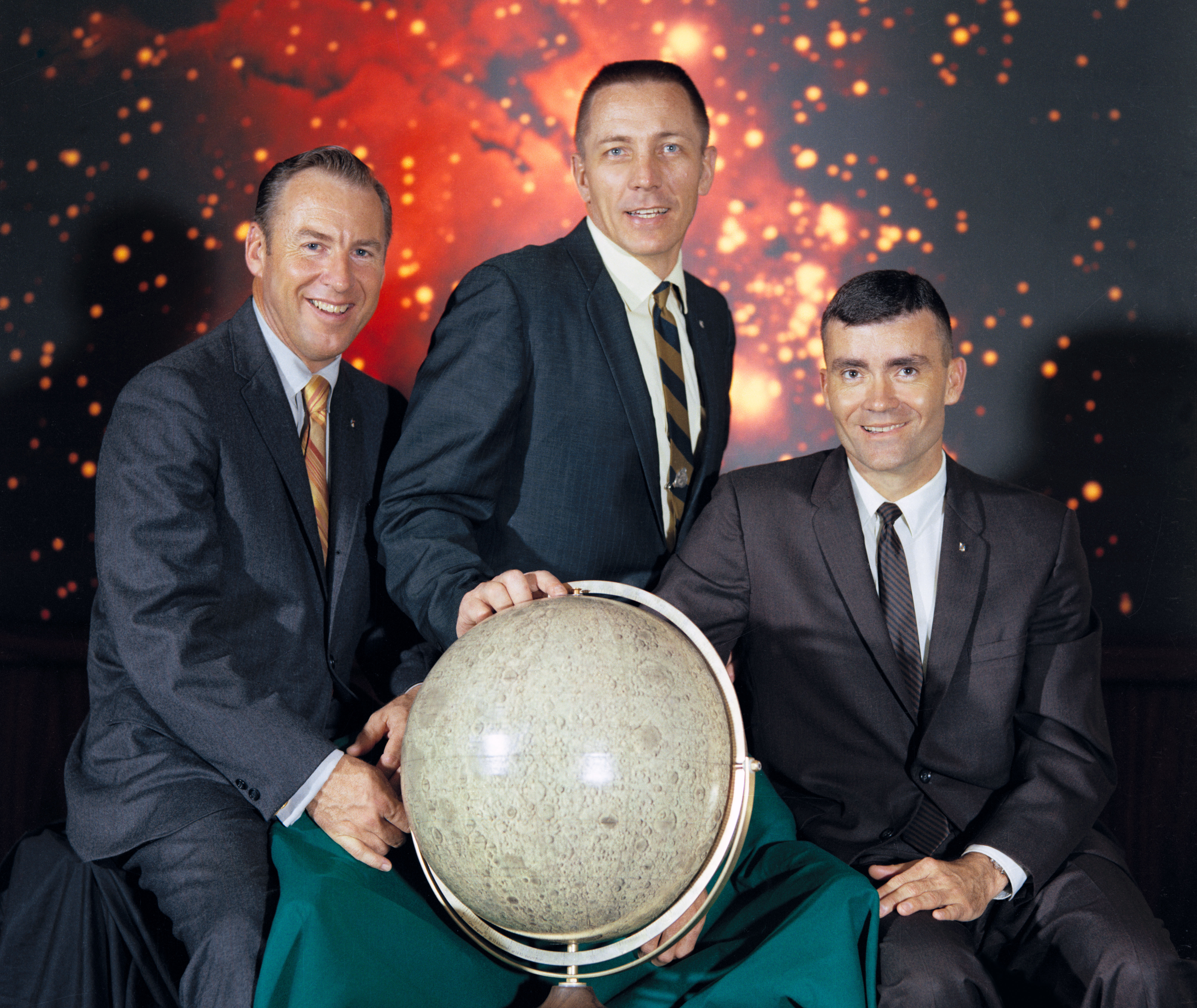
1970: De la Centrul Spațial Kennedy din Cape Canaveral, NASA lansează misiunea lunară Apollo 13 cu Jim Lovell, Jack Swigert și Fred Haise la bord. După explozia unuia dintre cele două rezervoare de oxigen din modulul de serviciu, a treia aterizare pe Lună trebuie să fie abandonată. Cei trei astronauți sunt aduși în siguranță înapoi pe Pământ într-o operațiune dramatică de salvare care a primit atenție mondială.

- 0491: Flavius Anastasius devine împărat bizantin sub numele de Anastasius I.[1]
- 1241: În Bătălia de la Muhi, mongolii sub Batu Han înfrâng armata regelui maghiar Béla al IV-lea în timpul invaziei mongole în Europa. Armata maghiară este aproape complet distrusă, însă Béla a scăpat cu viață.[2]
- 1680:  Apare, la Iași, Psaltirea de-nțăles a sfântului împărat proroc David, cu text slavo-român, tradusă de Dosoftei, mitropolitul Moldovei (cunoscută sub denumirea de Psaltirea slavo-română).
- 1689: William al III-lea și Maria a II-a sunt încoronați suverani ai Angliei și Irlandei.
- 1814: Tratatul de la Fontainebleau pune capăt Războiului celei de-a Șasea Coaliții împotriva lui Napoleon Bonaparte, și îl forțează să abdice necondiționat pentru prima dată.
- 1834: Se reprezintă, la Iași, Cantata pastorală sau serbarea păstorilor moldoveni de Gheorghe Asachi, primul spectacol muzical în limba română. În acest spectacol, are loc debutul actoricesc al lui Matei Millo.
- 1877: Trupele țariste trec frontiera României, îndreptându-se spre frontul din Balcani.
- 1880: Ia ființă prima direcție a Căilor Ferate Române.
- 1888: La Amsterdam are loc inaugurarea „clădirii pentru concerte” – Concertgebouw.
- 1899: Spania cedează Puerto Rico Statelor Unite.
- 1905: Principele G.V. Bibescu întreprinde, împreună cu soția sa Martha, Emanuel Bibescu, inginerul Dimitrie Leonida, soții Ferekyde și Claude Anet, o mare expediție cu automobilul în Persia, traversând Rusia, Crimeea și Caucazul.
- 1919: A fost creată Organizația Internațională a Muncii, cu sediul la Geneva. România este membru fondator.
- 1932: Este prezentat în România filmul Visul lui Tănase, o coproducție româno-germană. Acest film-scheci de N. Kirițescu a fost realizat la Berlin, iar rolul principal l-a avut Constantin Tănase.
- 1945: Al Doilea Război Mondial: trupele americane eliberează lagărul de concentrare Buchenwald.[3]
- 1949: Are loc premiera piesei Haiducii, de Victor Eftimiu.
- 1961: Începe procesul Eichmann în Israel. El este acuzat ca fiind unul dintre organizatorii așa-zisei soluții finale (omorârea evreilor în lagărele naziste). La 31 mai 1962, este executat.
- 1963: Enciclica Papei Ioan al XXIII-lea, Pacem in Terris.
- 1968: România stabilește relații diplomatice cu Republica Volta Superioară.
- 1969: Are loc, la Teatrul Mic din București, premiera piesei Iona de Marin Sorescu.
- 1970: De la Centrul Spațial Kennedy din Cape Canaveral, NASA lansează misiunea lunară Apollo 13 cu Jim Lovell, Jack Swigert și Fred Haise la bord. După explozia unuia dintre cele două rezervoare de oxigen din modulul de serviciu, a treia aterizare pe Lună trebuie să fie abandonată. Cei trei astronauți sunt aduși în siguranță înapoi pe Pământ într-o operațiune dramatică de salvare care a primit atenție mondială.
- 1976: Este creat primul computer personal Apple I.[4]
- 1979: Dictatorul ugandez Idi Amin a fost înlăturat de la putere.
- 1990: Înființarea Centrului European de Cultură din București.
- 1992: S-a înființat Eximbank, bancă specializată în susținerea comerțului exterior al României prin instrumente financiar-bancare și de asigurări specifice, atît în nume și cont propriu, cât și în numele statului.
- 1992: În cadrul reuniunii Delegației Permanente a PNL, președintele partidului, Radu Câmpeanu, anunță retragerea acestei formațiuni politice din Convenția Democrată Română.
- 1999: India testează o nouă variantă a rachetei balistice cu rază medie de acțiune de tip AGNHI.
- 2000: Guvernul României solicită Agenției Standard and Poor's să precizeze care sunt sursele de documentare în baza cărora a fost elaborată evaluarea României.

## Nașteri
- 0146: Septimius Severus, împărat roman (193–211), fondator al dinastiei Severilor (d. 211)
- 1357: Regele Ioan I al Portugaliei (d. 1433)
- 1492: Margareta de Navara, soția regelui Henric al II-lea de Navara (d. 1549)
- 1644: Marie Jeanne de Savoia, ducesă de Savoia (d. 1724)
- 1755: James Parkinson, chirurg englez, geolog, paleontolog și activist politic (d. 1824)
- 1770: George Canning, prim-ministru al Regatului Unit (d. 1827)

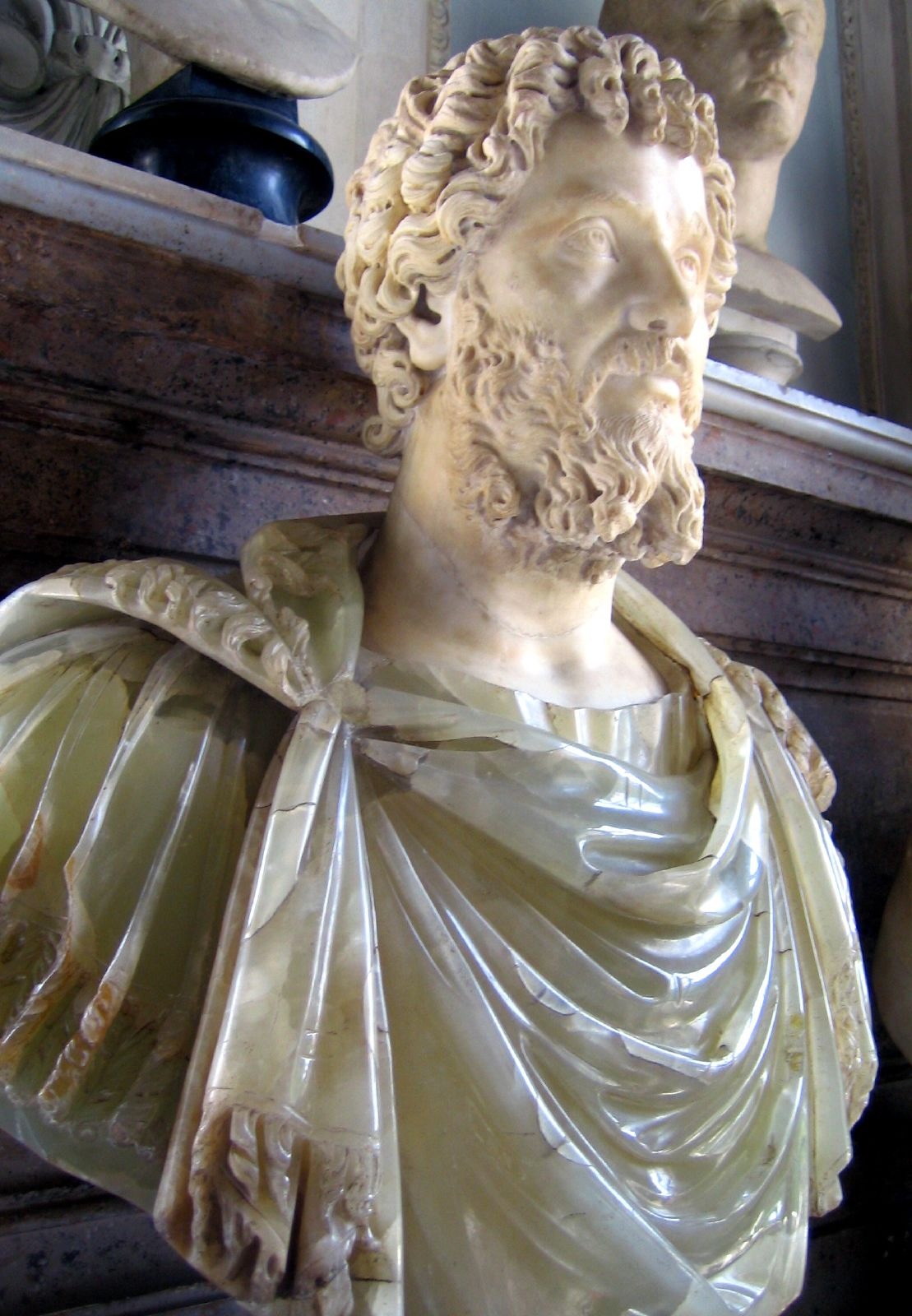
Septimius Severus, împărat roman
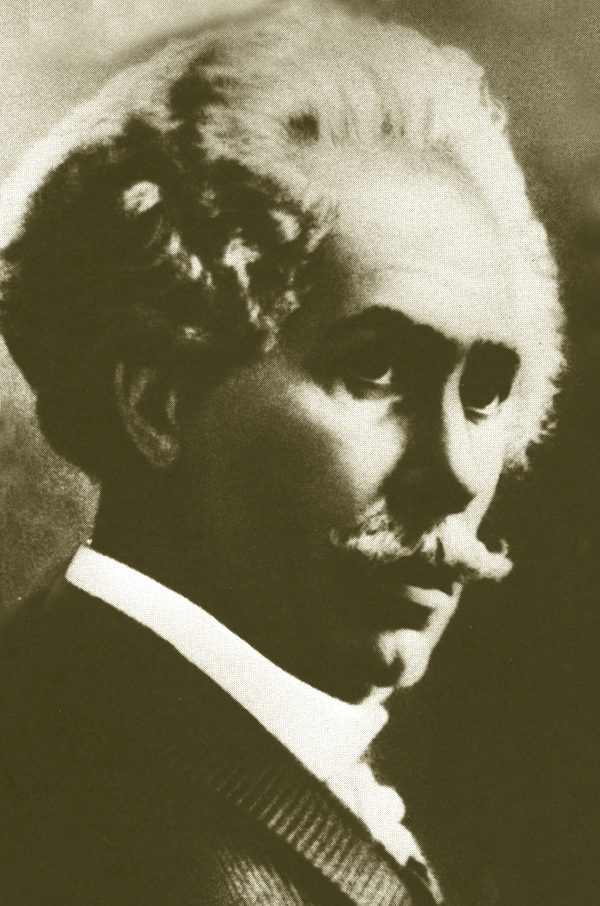
Barbu Ștefănescu Delavrancea, scriitor, politician român
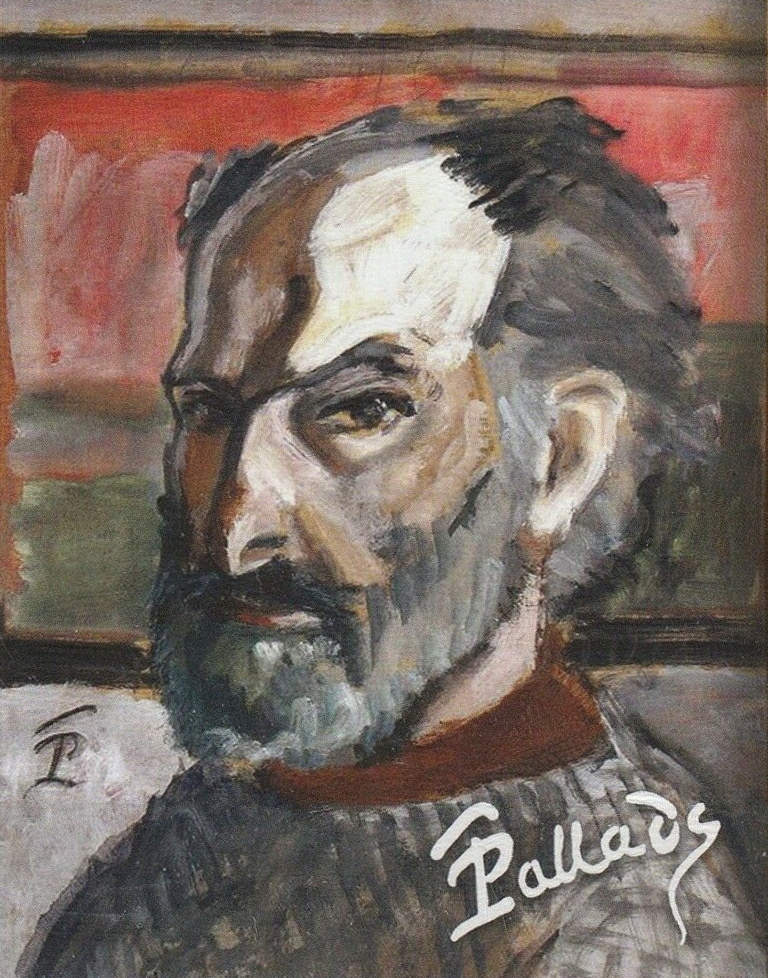
Theodor Pallady, pictor român

- 1854: Ioan S. Nenițescu, dramaturg, poet și prozator român, membru corespondent al Academiei Române (d. 1901)
- 1858: Barbu Ștefănescu Delavrancea, scriitor, politician român, membru al Academiei Române (d. 1918)
- 1867: Johannes Paulus Lotsy, profesor universitar, botanist, genetician, ilustrator olandez (d. 1931)
- 1871: Theodor Pallady, pictor român (d. 1956)
- 1891: Serghei Prokofiev, compozitor și pianist rus (d. 1953)
- 1893: Dean Gooderham Acheson, om politic american (d.1971)
- 1894: Paul Finsler, matematician germano-elvețian (d. 1970)
- 1897: Gheorghe Zane, economist și istoric, membru al Academiei Române (d. 1978)
- 1898: Mircea Ștefănescu, dramaturg  român (d.1982)
- 1901: Theodor Rogalski, compozitor, dirijor și profesor român  (d. 1954)

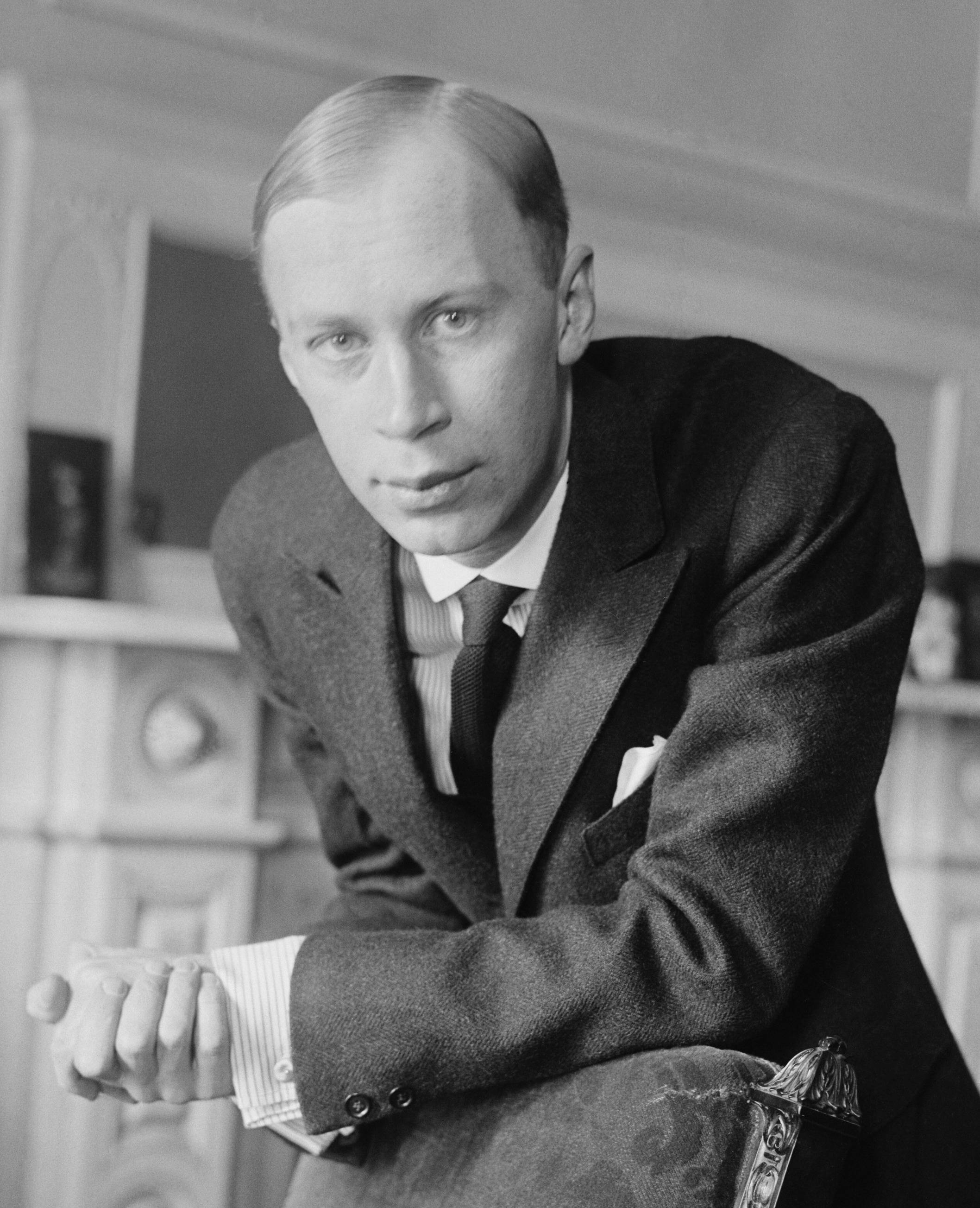
Serghei Prokofiev, compozitor și pianist rus
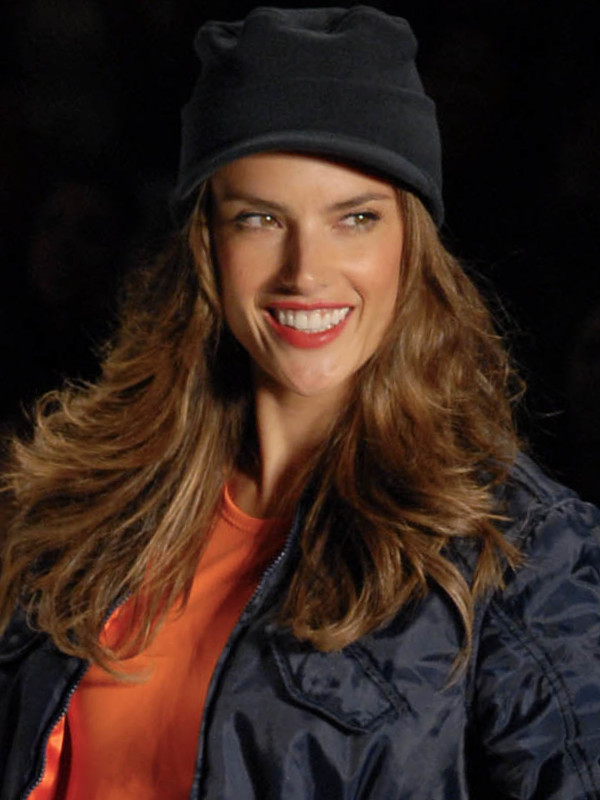
Alessandra Ambrosio, model brazilian
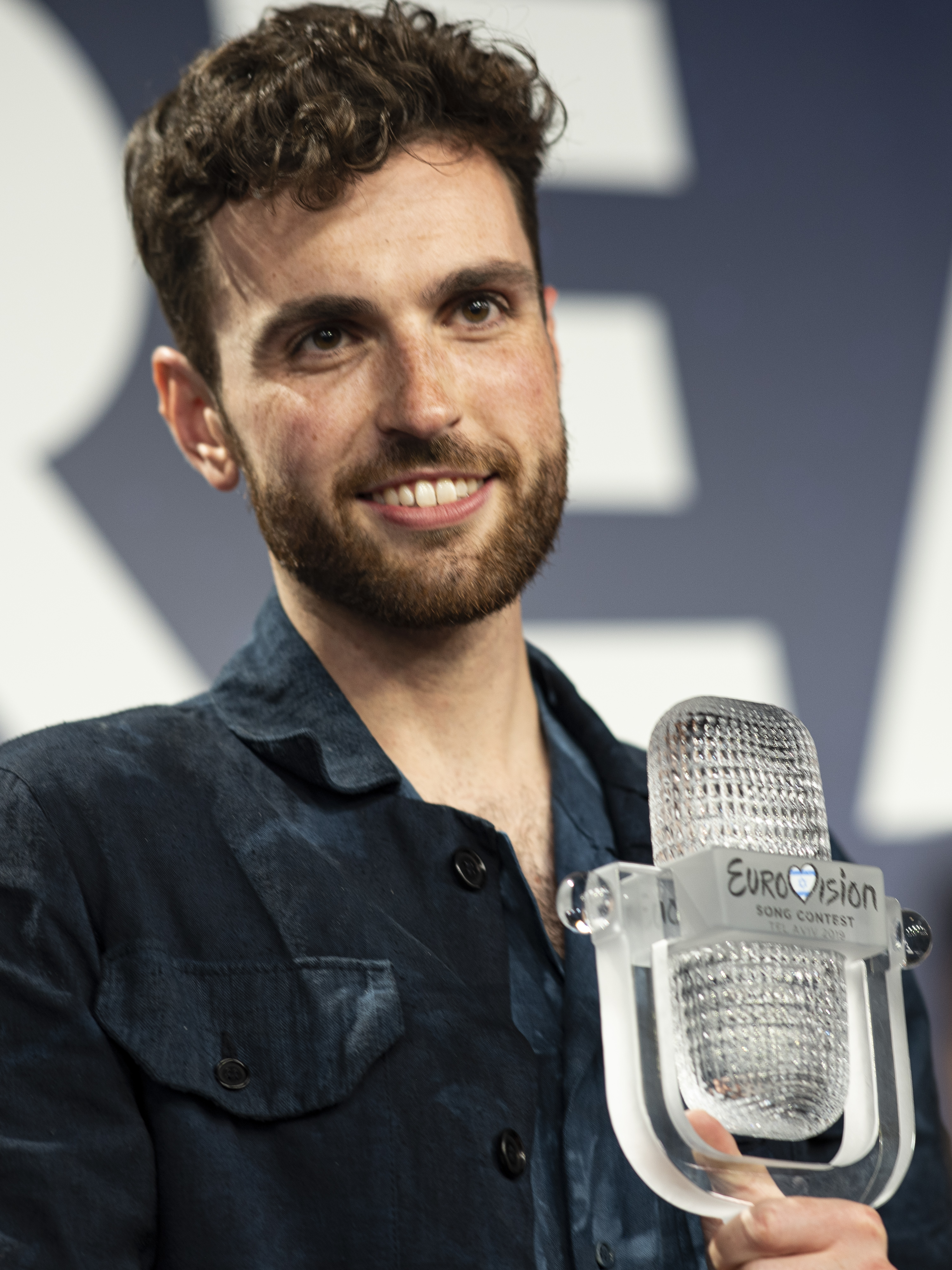
Duncan Laurence, cântăreț neerlandez

- 1905: Attila József, poet maghiar (d. 1937)
- 1924: Ion Grecea, prozator român (d. 1999)
- 1924: Gheorghe Viziru, personalitate marcantă a tenisului românesc (d. 2003)
- 1929: Alexander Ternovits, actor și scriitor român
- 1930: Mihnea Moisescu, scriitor român
- 1932: Joel Grey, actor american
- 1934: Karl Josef Rauber, cardinal, al doilea nunțiu în Republica Moldova
- 1942: Virgil Mazilescu, poet român (d. 1984)
- 1944: Nicolae Maniu, pictor român, stabilit în Germania
- 1944: John Milius, scenarist, regizor și producător american
- 1944: Christian Mititelu, jurnalist român
- 1954: Dorel Cristudor, atlet și bober român
- 1954: Teo Peter, basistul trupei „Compact" (d. 2004)
- 1971: Daniel Funeriu, chimist și politician român
- 1973: Jennifer Esposito,  actriță, dansatoare și fotomodel american
- 1981: Alessandra Ambrosio, model brazilian
- 1991: Thiago Alcântara, fotbalist spaniol
- 1993: Florin Andone, fotbalist român
- 1994: Duncan Laurence, cântăreț neerlandez

## Decese
- 1578: Ioana a Austriei, Mare Ducesă de Toscana (n. 1547)
- 1744: Antioh Dimitrievici Cantemir, poet, fiul lui Dimitrie Cantemir, scriitor iluminist și diplomat rus, inițiator al clasicismului în literatura rusă (n. 1709)
- 1842: Sándor Kőrösi Csoma, filolog secui (n. 1784)
- 1854: Carl von Basedow, medic german (n. 1799)
- 1875: Samuel Heinrich Schwabe, astronom german, autorul primului desen detaliat al marii pete roșii de pe Jupiter (n. 1789)
- 1899: Lascăr Catargiu, om politic, prim-ministru al Principatelor Unite și al Regatului României (n. 1823)

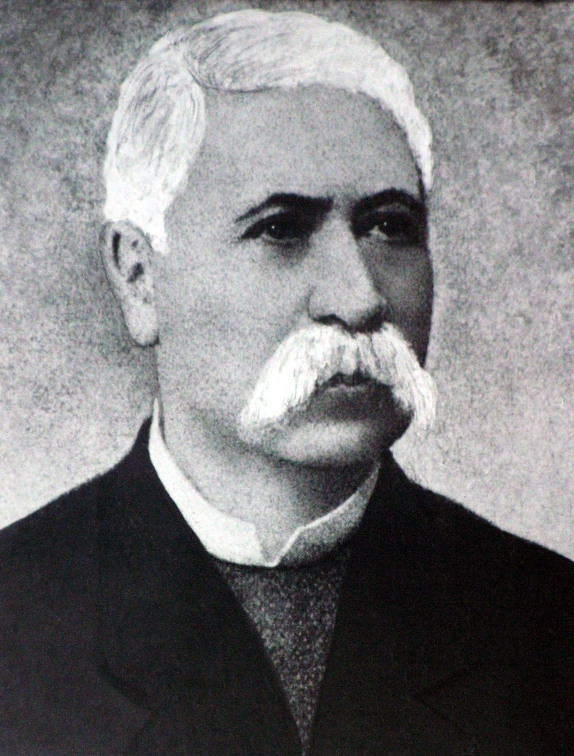
Lascăr Catargiu, prim-ministru al Regatului României
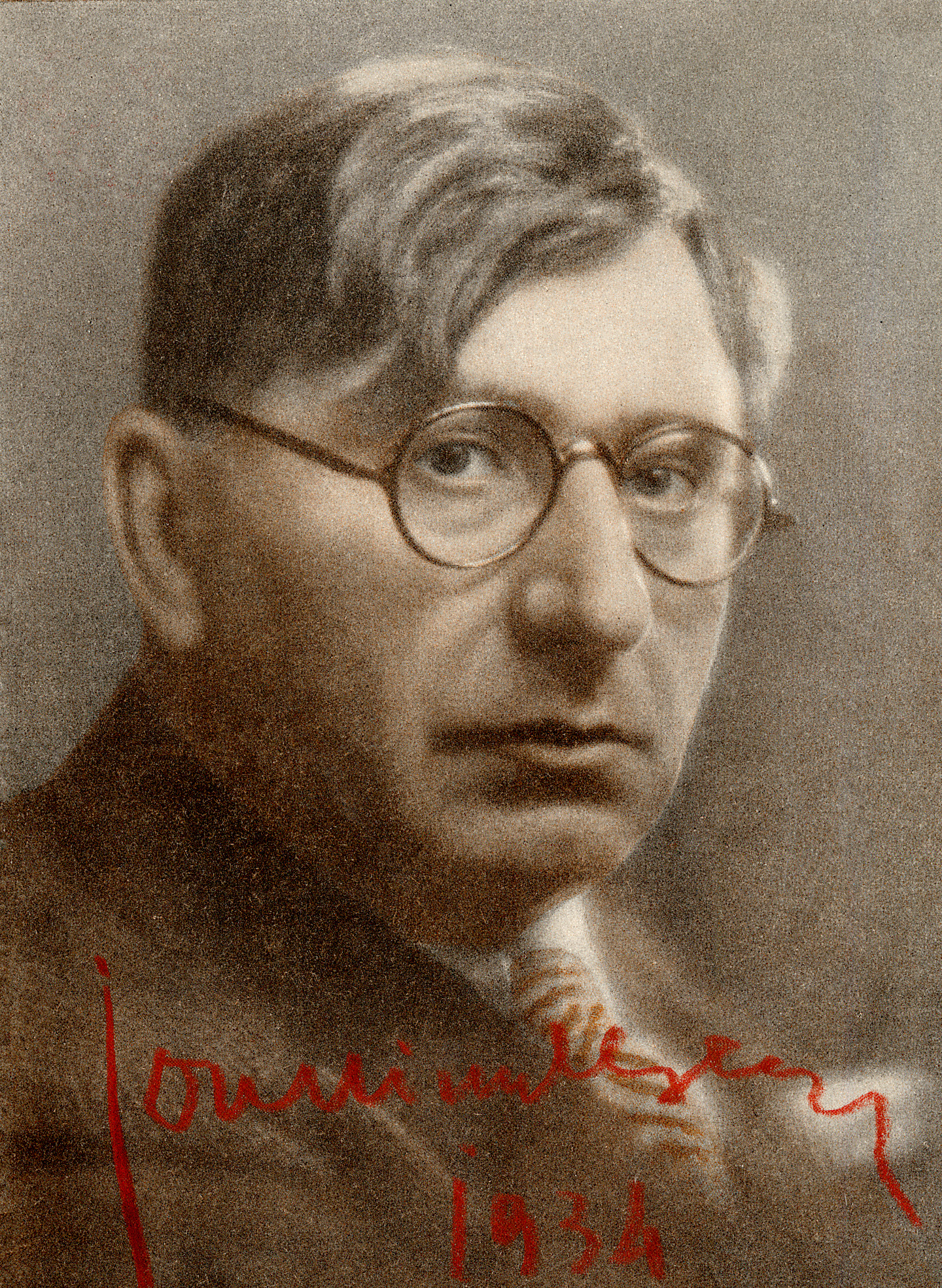
Ion Minulescu, poet, prozator și dramaturg român
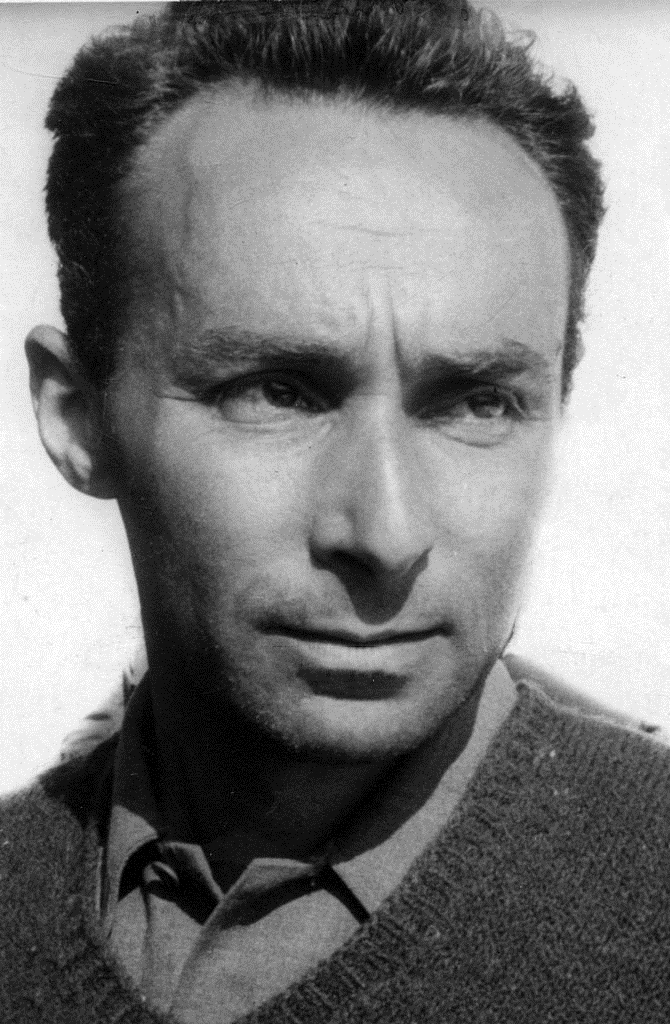
Primo Levi, scriitor italian

- 1907: Simion Florea Marian, folclorist și etnograf român (n. 1847)
- 1912: Marea Ducesă Vera Constantinovna a Rusiei, nepoată a Țarului Nicolae I al Rusiei (n. 1854)
- 1918: Otto Wagner, arhitect și planificator urban austriac (n. 1841)
- 1920: Ferdinand Roybet, pictor francez (n. 1840)
- 1921: Augusta Viktoria de Schleswig-Holstein, prima soție a împăratului Wilhelm al II-lea al Germaniei (n. 1859)
- 1944: Ion Minulescu, poet, prozator și dramaturg român (n. 1881)
- 1964: Alexandru Ghica, matematician, membru al Academiei Române (n. 1902)
- 1971: Marcel Gromaire, pictor francez (n. 1892)
- 1977: Jacques Prévert, poet francez (n. 1900)
- 1985: Enver Hodja, conducător al Partidului Comunist Albanez în perioada 1943-1985 (n. 1908)
- 1987: Primo Levi, autor italian de memorii, scurte povestiri, poeme și nuvele (n.1919)
- 2005: André François, grafician și ilustrator de cărți pentru copii francez (n. 1915)
- 2005: Lucien Laurent, fotbalist francez (n. 1907)
- 2007: Kurt Vonnegut, romancier american (n. 1922)
- 2013: Jonathan Winters, actor american (n. 1925)
- 2018: Carmen Stănescu, actriță română (n. 1925)
- 2020: John Horton Conway, matematician englez (n. 1937)

## Sărbători
- Ziua internațională a celor eliberați din lagărele de concentrare fasciste
- În calendarul creștin-ortodox : Sfântul Calinic de la Cernica (1787 -1868); Sf. Mc. Antipa, Episcopul Pergamului Asiei
- În calendarul romano-catolic: Sf. Stanislau, episcop martir (cca. 1036-1079)